# Ballad of a Well-Known Gun
Ballad of a Well-Known Gun è un brano country rock composto ed interpretato da Elton John. Il testo è di Bernie Taupin.

## Struttura del brano
Proveniente dall'album Tumbleweed Connection (registrato nello stesso periodo di Elton John, nel 1970), è tra i brani migliori dell'artista stilisticamente parlando, spesso considerata un capolavoro, con gli ariosi arrangiamenti di Paul Buckmaster che sovrastano la melodia. In particolare il brano si presenta come un pezzo ritmato (il tempo è 4/4), preludio ai dubbi teologici di Where to Now St. Peter? e all'allegra Amoreena. 
Vengono messi particolarmente in evidenza la chitarra di Caleb Quaye e sei potenti cori (inclusi Dusty Springfield, Lesley Duncan, Madeleine Bell e Tony Burrows). Risulta degna di nota anche la intro strumentale.

## Significato del testo
Il testo di Taupin, ambientato nel Selvaggio West, parla di un bandito timoroso di finire in prigione, e quindi in continua fuga; già dal primo verso (I pulled out my Stage Coach times) è possibile notare l'ambientazione western.

## Esibizioni live
Ballad of a Well-Known Gun è stata eseguita live molto raramente; famosa risulta essere la sua esibizione al concerto volto a celebrare i 60 anni di Elton, tenutosi il 25 marzo 2007 al Madison Square Garden. In seguito a quest'evento, il brano è stato anche esibito in alcune performance live in Nord America.
Del pezzo esistono una versione alternativa (il tempo è 4/4: si chiama There Goes A Well Known-Gun), disponibile sulla Deluxe Edition del 2008 di Tumbleweed Connection, e una cover di Kate Taylor.